# Roger Haddad
Roger Haddad, född 25 mars 1978 i Beirut, Libanon, är en svensk politiker (liberal). Han var ordinarie riksdagsledamot från 2010 till 2022, invald för Västmanlands läns valkrets.

## Utbildning
Haddad är pol. mag. i statsvetenskap. Han var tidigare engagerad i studentpolitik både lokalt och nationellt, och var styrelseledamot 1998-2000 och vice ordförande 2000-2001 i Studentkåren i Sundsvall samt styrelseledamot i Sveriges Förenade Studentkårer 2000-2001.

## Lokalpolitik
Under mandatperioden 2002–2006 var Haddad ersättare i Västerås kommunfullmäktige samt ledamot i utbildningsnämnden och nämnden för funktionshindrade. Sedan 2006 har han varit ledamot av kommunfullmäktige i Västerås, efter att ha fått flest personvalskryss. Haddad var kommunalråd för Folkpartiet i Västerås 2006–2010. Han var ordförande i utbildningsnämnden (från 1 januari 2008 utbildnings- och arbetsmarknadsnämnden) från 2006 till 2010. Han tog under sin tid som kommunalråd också initiativ till ett råd för romska frågor i kommunen.
Han var gruppledare för Folkpartiet i Västerås under 2010.

## Rikspolitik
Haddad är ledamot i Liberalernas partistyrelse sedan 2007. Han blev invald som riksdagsledamot för Folkpartiet 2010 genom att bli personvald och inkryssad till Sveriges riksdag.
I riksdagen var Haddad vice ordförande i utbildningsutskottet 2018–2021, och förste vice ordförande i arbetsmarknadsutskottet 2021–2022. Han var dessförinnan ledamot i utbildningsutskottet (2012–2014), i arbetsmarknadsutskottet (2014–2015) och i justitieutskottet (2015–2018).
Haddad var 2021–2022 Liberalernas arbetsmarknadspolitiska talesperson. Han var 2019–2021 partiets skolpolitiska talesperson och 2015–2018 partiets talesperson i rättspolititiska frågor.
2010 tog Haddad initiativet till bildandet av ett nätverk i riksdagen för romska frågor.
I valet 2022 kandiderade han åter till riksdagen, men Liberalerna förlorade sitt mandat i Västmanlands valkrets.

## Uppdrag
Den 23 januari 2011 blev Haddad invald i Västmanlandsakademien på stol nr 17. Den 1 april 2011 utsåg regeringen Haddad som ledamot av Rikspolisstyrelsens styrelse. Detta uppdrag hade han till april 2015. Han har också varit aktiv i Svenska Burmakommittén, där han var styrelseledamot 2003-2006 och ordförande 2006-2007.